# Willem Oldewelt
Friedrich Wilhelm Ferdinand (Willem) Oldewelt (Amsterdam, 1 augustus 1865 - aldaar, 28 februari 1906) was een Nederlands architect. Hij was zoon van commissionair Ferdinand Gustaaf Leo Oldewelt en Gertrude Juliane Louise Startz, wonende aan de Oudezijds Voorburgwal. Hij was getrouwd met Maria Anna Francisca Josephina Otten. Hij werd begraven op Begraafplaats Sint Barbara.
Voor zijn architectenopleiding heeft hij In Parijs drie jaar lessen gevolgd aan de Académie des Beaux-Arts. Bij terugkomst in Amsterdam (1887) is hij met zijn vroegere schoolmaat Alphonsus Maria Leonardus Aloysius Jacot (1864-1927) een bureau begonnen onder de naam van A. Jacot & W. Oldewelt, architecten, Amsterdam, Singel 514. Deze samenwerking heeft tot 1903 geduurd toen moest hij door ziekte afhaken. In 1906 overleed hij. De eerste opdracht (samen met A. Jacot) was de verbouwing van het grachtenhuis van tandarts Alphonsus aan de Keizersgracht nr. 554.

## Werken
- verbouwing grachtenhuis Keizersgracht 554 in 1887
- woonhuis Weteringschans 225 te Amsterdam in 1890
- winkel met bovenwoningen, Utrechtsestraat 18 te Amsterdam in 1892
- winkel met bovenwoningen, Leidsestraat 14 in 1893
- winkel met bovenwoningen, Vijzelstraat 107 en 111 in 1894
- een Villa en 2 Woonhuizen aan den Duinweg te Scheveningen, 1896
- Warenhuis genaamd Nieuw Engeland, in opdracht van de N.V. Maatschappij Exploitatie Engros- en Detailzaken 'Nieuw Engeland'  Singel 468-Koningsplein 6, Amsterdam in 1899
- winkel met bovenwoningen, Spuistraat 125A in 1900
- Het sloopen der percelen Bloemgracht no. 180-182-184, Amsterdam en het ter plaatse bouwen van een Hulp Post en Telegraafkantoor, met Bovenwoningen in 1901
- opslagruimte transportbedrijf De Gruijter, Hondecoeterstraat 14 in 1905.